# Camilo Santana
Camilo Sobreira de Santana (Crato, 3 de junio de 1968) es un ingeniero agrónomo, profesor y político brasileño, gobernador de Ceará y afiliado al Partido de los Trabajadores (PT).

## Biografía
Es hijo de Ermengarda María de Amorim sobreira y de Eudoro Walter de Santana, ingeniero civil y diputado estatal en diversas legislaturas.
Formado en Agronomía por la Universidad Federal de Ceará y maestro en desarrollo y medio ambiente por la misma Universidad. Durante la graduación, ejerció la función de director del Directorio Central de los Estudiantes de la UFC. Fue Secretario del Desarrollo Agrario del Estado de Ceará en el gobierno de Cid Gomes, del 1 de febrero de 2007 al 31 de diciembre de 2010, además de Secretario de las Ciudades en el mismo gobierno.
Fue profesor y coordinador de la FATEC Cariri. Servidor público federal por concurso, ocupó la superintendencia adjunta del IBAMA en Ceará en 2003 y 2004. Es ciudadano honorario de los municipios de Barbalha, Juazeiro do Norte y Quixeramobim y Palmacia. Fue el diputado estatal más votado de Ceará en octubre de 2010, con 131.171 votos.
En 2012, en la época en que era secretario estatal de las Ciudades, tuvo sus bienes bloqueados por la Justicia del municipio de Horizonte por supuesta implicación en desvío de fondos para la construcción de kits sanitarios, el llamado "escándalos de los baños". En 2014, fue elegido Gobernador del Estado del Ceará. 
El 7 de octubre de 2018, fue reelecto con el 79,96% (3.457.556 votos) Gobernador del Estado del Ceará, contra su principal adversario, el General Theophilo (PSDB), que obtuvo 488.438 votos, correspondiente al 11,30% de los votos válidos.

## Elección al gobierno del Ceará
La candidatura de Santana fue oficializada el 29 de junio, en Fortaleza, durante convención colectiva del PROS, PT y otros partidos aliados a la coalición liderada por el entonces gobernador Cid Gomes. La convención fue marcada, sin embargo, por la indefinición respecto de las indicaciones a los cargos de senador y vicegobernador de la coalición. Santana ya había sido planteado anteriormente para el cargo máximo del ejecutivo del estado, pero no figuraba la lista de los favoritos para el cargo, dominado por integrantes del PROS.
En las elecciones de primera vuelta para gobernador de Ceará, Santana tuvo el 47,81% de los votos válidos contra el 46,41% de Eunício Oliveira, lo que llevó a la segunda vuelta. En el segundo embate, Santana logró alcanzar el 53,35% de los votos válidos contra apenas el 46,65% de Eunício, alcanzando la victoria al Gobierno del Estado. Su candidato al Senado (Mauro Filho) del PROS, sin embargo, no logró consagrarse a ganador en la disputa con Tasso Jereissati (PSDB).
Camilo Santana fue elegido gobernador de Ceará el 26 de octubre de 2014.
En 2015, en el auge de la lucha por la instalación del HUB de LATAM (puente de conexiones de vuelos internacionales) en Ceará contra los intereses de Rio Grande do Norte y Pernambuco, el gobernador Camilo logró la hazaña política de reunir a los exgobernadores de Ceará en un evento suprapartidista en favor de la ciudad de Fortaleza, destacando la presencia de Tasso Jereissati, Ciro Gomes, Gonzaga Mota, Francisco Aguiar (Presidente del TCM en la época), Adauto Bezerra y Cid Gomes, aunque el exgobernador Lucio Alcántara no ha comparecido.
En la elección de 2016, Camilo Santana contrarió a su partido, el PT, decidió apoyar al candidato a la reelección Roberto Cláudio (PDT) en detrimento de la candidatura de la petista Luizianne Lins a la alcaldía de Fortaleza.
En el 5 de agosto de 2018, Camilo Santana es homologado candidato a la reelección para el gobierno del estado de Ceará.